# منتخب ليسوتو لكرة القدم
منتخب ليسوتو لكرة القدم ملقب بالتماسيح وهو المنتخب الوطني في ليسوتو ويديره اتحاد ليسوتو لكرة القدم . لم يسبق له التأهل إلى بطولة كأس العالم أو كأس الأمم الأفريقية .

## وصلات خارجية
- قائمة بيانات المنتخب من الموقع الرسمي للفيفا باللغة العربية